# Lithobius decodontus
Lithobius decodontus är en mångfotingart som beskrevs av Pocock 1895. Lithobius decodontus ingår i släktet Lithobius och familjen stenkrypare.
Artens utbredningsområde är:
- El Salvador.
- Guatemala.

Inga underarter finns listade i Catalogue of Life.